# Économie du Liechtenstein
Le Liechtenstein est resté, jusqu'à la Seconde Guerre mondiale, un pays d'agriculture de montagne plutôt pauvre, sous la domination indirecte de l'Autriche. Jusqu'en 1938, le prince souverain réside en effet à Vienne.

## Un nouveau canton suisse? (1921-1945)
En 1921, la principauté entre dans l'espace économique de la Suisse:
- Adoption du franc suisse (1921)
- Union postale (1921)
- Union douanière (1923)
- Les statistiques nationales sont comptabilisées dans celles de la Suisse.

## La naissance d'une économie moderne (1945-1990)
Le Liechtenstein parvient à préserver sa neutralité en 1939-45. Lors de la période de fort développement économique qui suit la guerre, le pays opère une transition historique d'un État alpin dominé par l'agriculture vers un État industrialisé moderne. La part de la population active travaillant dans le secteur primaire, qui atteignait encore 30 % en 1960, ne dépasse pas 5 % en 1990.
Le secteur secondaire se développe rapidement. Malgré la maigreur du marché intérieur, les relations d'échanges avec la CEE puis l'Union Européenne, et surtout les liens avec la Suisse autorisent un secteur dynamique aux productions variées exportables : colonnes de direction de voitures, chimie, parapharmacie (prothèses dentaires dont la principauté est un des leaders mondiaux).
D'importants services bancaires se développent également, sur le modèle de la Suisse, donc cultivant le goût du secret. Ils sont accompagnés d'un fort dynamisme du tourisme.

### Structure de l'économie[3]
Le gouvernement du Liechtenstein sépare traditionnellement 4 grands secteurs d'activité. Cependant, il est clair que l'économie est de plus en plus tertiarisée (51 % des actifs et 55 % du PIB en 2003). Le pays compte 550 entreprises, 25 % avec 10 employés ou plus, et seulement 15 avec 250 employés ou plus.
- Le secteur de l'agriculture et de la sylviculture n'occupe plus que 1,3 % des actifs en situation de travailler en 2003 ; la production représente cependant 5 % du PIB.

- Le secteur de l'artisanat, des manufactures et de l'industrie domine partiellement l'économie et fait du Liechtenstein un des États les plus industrialisés du monde, malgré sa petite taille, sur le plan des agrégats. En 2003, 47 % des actifs sont des acteurs de l'industrie, qui représente 40 % du PIB.
  - Hilcona AG est le leader suisse des plats préparés frais, il compte 1000 employés, dont 670 au Liechtenstein.
  - Hovalwerk AG : Un des grands fabricants mondiaux de chaudières, systèmes d'aération, incinérateurs, il compte 900 employés dont 300 au Liechtenstein.

- Le secteur des services financiers emploie 30 % des actifs.

- Les autres services, en particulier les administrations et le tourisme, occupent 25 % des actifs.

- Le secteur recherche et développement est très dynamique dans l'industrie comme dans les services puisque l'État et les entreprises lui consacrent d'importants crédits évalués à 7 % du PIB, ce qui est record.
  - Université du Liechtenstein : les étudiants se consacrent aux sciences économiques, à l'architecture.
  - Haute école d'ingénieurs de Buch - NTB

### Une population active en partie étrangère
Sur une population de 34 600 habitants en 2003, on compte 29 500 actifs en situation de travailler. Une part notable de cet effectif est en fait composée de travailleurs de l'étranger proche, soit 13 900 travailleurs transfrontaliers.

## Une population très riche
En 1990, le PIB/h. atteint 16 500 $, soit l'équivalent du Royaume-Uni.
En 2007, le PIB/h. dépasserait 65 000 € (contre 28 000 € pour la France).
En 2009, le PNB/h. de la principauté atteignait 113 210 $, soit le deuxième du monde après celui de Monaco.
Le prince de Liechtenstein est un des hommes les plus riches du monde, avec une fortune personnelle estimée par le magazine Forbes à 3,1 milliards d'euros. Il possède entre autres une collection d'œuvres d'art extrêmement précieuse et un patrimoine familial en Autriche.

## Unparadis fiscalau cœur de l'Europe
La taxation plafonnée à 20 % pour l'impôt sur les bénéfices des entreprises a attiré des industries et diverses entreprises. En 2008, on peut estimer à 30 % la part du PIB qui provient des services financiers. Il faut ajouter le grand nombre de sociétés boîtes aux lettres, estimé à 35 000 en 1990, et plus de 80 000 en 2007.
L'opacité de certaines opérations a été relevée à plusieurs reprises, par l'Union européenne notamment l'Allemagne, l'OCDE, le Gafi (Groupement d'action financière sur le blanchiment des capitaux):
- Comptes bancaires longtemps anonymes
- Boîtes aux lettres de sociétés

Ces activités sont cependant relativisées par la Fédération liechtensteinoise de banques qui parle de législation moderne. En 2001, une loi a mis fin au principe controversé du compte anonyme, mais pas à celui des fondations anonymes. Michael Lauber, le directeur de la fédération, explique : « Selon notre loi, le secret bancaire n'est levé qu'en cas de fraude fiscale, établie si des documents ont été falsifiés » ce qui écarte théoriquement les cas d'évasion fiscale.
20 banques, 69 sociétés d'investissement public et 81 cabinets de spécialistes de la gestion de patrimoine s'occupent de la soustraction fiscale.
Parmi celles-ci on trouve la LGT : Banque dirigée par Max von und zu Liechtenstein, et propriété du prince régnant, son père, Hans-Adam II.

## L'influence historique du voisin suisse
L'économie du Liechtenstein est très liée à celle de la Suisse. Utilisant la même monnaie, le franc suisse, les deux pays sont liés depuis 1923 par une union douanière qui permet la libre circulation des biens. À la suite du référendum de décembre 1999, le Liechtenstein a adhéré  à l'espace économique européen mais n'est pas membre de l'Union européenne ; depuis 1921, le pays est lié par une union postale avec la Suisse.

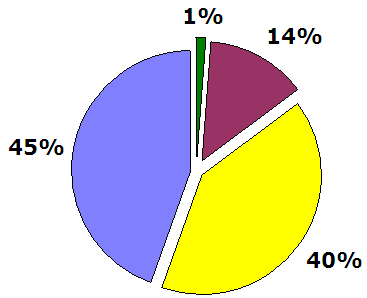
Population active du Liechtenstein par secteur d'activité (2002)
Agriculture et sylviculture
Services financiers
Commerce et services divers
Industrie et artisanat
Source : gouvernement du Liechtenstein.

- Agriculture et sylviculture
- Services financiers
- Commerce et services divers
- Industrie et artisanat